# Guillermo Suárez Fernández
Guillermo Suárez Fernández (Sena de Luna, 27 de enero de 1929), es un científico español especializado en microbiología, catedrático jubilado de la Facultad de Veterinaria de la Universidad Complutense de Madrid. Fue Decano de la Facultad de Farmacia de la Universidad de Barcelona y de la Facultad de Veterinaria de la Universidad Complutense de Madrid y es Académico de Número de la Real Academia de Ciencias Veterinarias, de la Real Academia Nacional de Medicina, y de la Real Academia de Doctores de España

## Datos Personales
Nacido el 27 de enero de 1929 en Sena de Luna, León. Estudió el Bachillerato en el Instituto Padre Isla de León, continuando con la Licenciatura en Veterinaria en la Universidad de Oviedo (León), en donde alcanza el título de Doctor en 1965. Becario del Instituto Internacional de Educación (IIE) en la Universidad de Cornell, New York, USA (1963-64) y del British Council en la Universidad de Reading (UK) en 1966.
Está jubilado desde el año 2004 en calidad de Profesor Emérito y mantiene cierta actividad académica, dirigiendo un curso de doctorado de Excelencia, auspiciado conjuntamente por el Instituto de España y la Real Academia Nacional de Medicina, con la propia Universidad Complutense. Esta actividad finalizó en el curso 2008-09, al modificarse la estructura del Doctorado.
Participa como Asesor en proyectos de Investigación en el Departamento de Sanidad Animal y es asiduo asistente a las Sesiones Científicas de las Reales Academias Nacionales de Medicina y Ciencias Veterinarias, ambas pertenecientes al Instituto de España, así como a las reuniones de la Real Academia de Doctores de España, siendo Académico Numerario de todas ellas. Está en posesión de la Medalla al Mérito Doctoral en su Categoría de Oro. En el cambio de siglo y milenio, durante  los años 1999 a 2011, formó parte del jurado calificador del Premio Príncipe de Asturias en la modalidad de Investigación Científica y Técnica.

## Datos Académicos
Doctor en Veterinaria, Universidad de Oviedo, Sobresaliente “cum laude”. Licenciado en Ciencias (Biología), Universidad de Oviedo, Sobresaliente. Licenciado en Farmacia, Universidad Complutense, Sobresaliente. Especialista Farmacéutico en Microbiología y Parasitología. Ministerio de Educación y Ciencia (por desempeño de la Cátedra del mismo nombre) en la Facultad de Farmacia de la Universidad de Barcelona.
La actividad docente con responsabilidad directa de Profesor Adjunto comienza en la Facultad de Veterinaria de León en 1966, continúa en las Universidades de Zaragoza, Barcelona y Complutense, en calidad de Catedrático de Universidad, del que toma posesión en enero de 1972 en Zaragoza y en junio de 1974 en la Facultad de Farmacia de Barcelona, desde donde se traslada de nuevo a la Facultad de Veterinaria de la Universidad Complutense en el curso 1977-1978.
Entre los cargos académicos desempeñados destacan los de Decano de la Facultad de Farmacia de la Universidad de Barcelona (1974-1977), Decano de la Facultad de Veterinaria de la Universidad Complutense de Madrid (1983-1994), así como Jefe de la Sección de Microbiología del Instituto de Investigaciones Veterinarias del C.S.I.C. (1977-1989).

## Actividad Científica
La actividad científica a nivel universitario, con máxima responsabilidad, comienza al obtener la Cátedra en 1971, y queda resumida por los siguientes datos:
- Artículos científicos publicados en revistas internacionales, de manera principal, 312
- Proyectos de investigación subvencionados como investigador principal, 20
- Tesis doctorales dirigidas, 50
- Catedráticos de Universidad formados, 18
- Profesores Titulares de Universidad formados, 27

El primer objetivo a nivel universitario ha sido el de formar buenos profesionales y a partir de ese fin, incitar y estimular hacia los estudios de doctorado como pórtico de entrada a la investigación y a la docencia.
La Medalla de Oro al Mérito Doctoral y el homenaje universitario organizado por sus discípulos más directos, coronado por un hermoso libro jubilar, nos muestran un claro y profundo reconocimiento de esta labor.

## Aspecto Técnico y Patentes
En la década de los años 60 del pasado Siglo, siendo Profesor Adjunto por Oposición de la disciplina de Microbiología e Inmunología en la Facultad de Veterinaria de León, con haberes de carácter testimonial, desempeñó el cargo de Técnico Jefe y Director de Control de Calidad en la Compañía Multinacional Kraft Corporation de EE. UU., la mayor industria a nivel mundial en la producción de alimentos manufacturados. En esta época (1960-1971) realizó múltiples trabajos y aportaciones originales en las líneas de fabricación de leche condensada, leche estéril, mayonesa y queso fundido, cuyo conocimiento y aplicación quedaban a disposición de la compañía que exigía secreto industrial durante un periodo de tiempo especificado en el contrato.

A nivel universitario, en los proyectos de investigación subvencionados, predominaban los de carácter aplicado, frente a los de investigación básica o fundamental.
Los resultados obtenidos de esta investigación aplicada y su discusión dieron lugar a once Patentes y Modelos de Utilidad Registrados. Destacan: Desarrollo de un medio de cultivo para aislamiento de S. aureus (OXOID)); Vacuna estafilocócica  frente a la enfermedad de los abscesos (DIBAQ-DIPROTEG); Vacuna polivalente frente a la "Enfermedad del grano" (DIBAQ-DIPROTEG); Desarrollo de un medio de cultivo para el aislamiento directo de Listeria monocytogenes (NOVOTEC);  Extracción de aflatoxinas a partir de leche y productos lácteos; Serodiagnóstico inmunohistológico de la listeriosis; Procedimiento para la detección de enterotoxinas estafilocócicas y TSST-1 mediante la técnica de transferencia electroforética; Diálisis difásica. Procedimiento para la extracción de sustancias de bajo peso molecular presentes en productos naturales y sintéticos.

## Dimensión Cultural
- Libro jubilar. Homenaje a Guillermo Suárez. Universidad Complutense, 2005
- La dimensión cultural de la ciencia. Modulación espacio-temporal. Universidad de León. Secretariado de publicaciones. 2008: Contiene 74 artículos de carácter cultural y científico publicados de 1983 2007 en la prensa nacional y de Castilla y León. Es evidente que el contenido de esta obra de carácter sociocultural y de divulgación científica se vio influenciada por la proximidad del cambio de siglo y de milenio.

## Reconocimientos Académicos
- Académico de Número de la Real Academia Nacional de Ciencias Veterinarias. Instituto de España (IE)
- Académico de Número de la Real Academia Nacional de Medicina. Sillón n.º 3, IE
- Académico de Número de la Real Academia Sevillana de Ciencias Veterinarias, IE
- Académico de Número de la Real Academia de Doctores de España. Medalla de oro al mérito doctoral
- Académico de Número de la Academia de Ciencias Veterinarias de Castilla y León y Académico fundador
- Académico de Honor de la Real Academia de Ciencias Veterinarias de Granada, IE
- Académico de Honor Extranjero de la Real Academia de Medicina de Bélgica
- Académico Correspondiente de la Real Academia de Medicina de Barcelona
- Académico de Honor de la Academia de Ciencias Veterinarias de Valencia
- Académico Correspondiente de la Academia Veterinaria de Barcelona
- Académico Correspondiente Extranjero de la Academia Nacional Veterinaria de Uruguay
- Académico Numerario de la Academia Nacional Portuguesa de Ciencias Veterinarias. Lisboa, 1983
- Fellow of the National Institute of Food Technology, Chicago, Illinois, USA 1987
- Fellow of the American Academy of Microbiology, Washington D. C., USA 1997
- Doctor "Honoris Causa" de la Universidad de Extremadura 2015

## Entrevista Científica (video)
Gripe A - Entrevista a D. Guillermo Suárez Fernández 30 de julio de 2009 